# Villiers-lès-Aprey
Villiers-lès-Aprey település Franciaországban, Haute-Marne megyében. Lakosainak száma 47 fő (2022. január 1.). Villiers-lès-Aprey Aprey, Aujeurres, Baissey, Flagey és Leuchey községekkel határos.

## Népesség
A település népessége az elmúlt években az alábbi módon változott:
| Lakosok száma | 47   | 45   | 48   | 35   | 47   | 47   | 45   | 45   | 46   | 47   |
|               | 1968 | 1982 | 1990 | 2006 | 2013 | 2015 | 2017 | 2019 | 2020 | 2022 |